# Physocleora pauper
Physocleora pauper är en fjärilsart som beskrevs av W. Warren 1897. Physocleora pauper ingår i släktet Physocleora och familjen mätare. Inga underarter finns listade i Catalogue of Life.